# Juan Ponce de León
Juan Ponce de León (Santervás de Campos, 8 de abril de 1460 — Havana, julho de 1521) foi um conquistador espanhol do início do século XVI. Foi o primeiro governador de Porto Rico e acredita-se que tenha sido o primeiro europeu a ter visitado a Flórida (foi ele que deu o nome à região, pela sua abundância de flores), após ter partido à frente de uma expedição em busca da fonte da juventude.

## Vida
Ele nasceu em Santervás de Campos, Valladolid, Espanha, em 1474. Embora pouco se saiba sobre sua família, ele era de origem nobre e serviu no exército espanhol desde jovem. Ele veio pela primeira vez para as Américas como um "cavalheiro voluntário" coma segunda expedição de Cristóvão Colombo.
No início dos anos 1500, Ponce de León era um alto oficial militar no governo colonial de Hispaniola, onde ajudou a esmagar uma rebelião do povo nativo Taíno. Ele foi autorizado a explorar a ilha vizinha de Porto Rico em 1508 e a assumir o cargo de primeiro governador de Porto Rico por nomeação da coroa espanhola em 1509. Enquanto Ponce de León enriquecia bastante com suas plantações e minas, ele enfrentava uma crise contínua, um conflito legal com Diego Colón, filho do falecido Cristóvão Colombo, sobre o direito de governar Porto Rico. Após uma longa batalha judicial, Colombo substituiu Ponce de León como governador em 1511. Ponce de León decidiu seguir o conselho do simpático rei Fernando e explorar mais o Mar do Caribe.
Em 1513, Ponce de León liderou a primeira expedição europeia conhecida a La Florida, que ele nomeou durante sua primeira viagem à área. Ele pousou em algum lugar ao longo da costa leste da Flórida, depois mapeou a costa atlântica até Florida Keys e ao norte ao longo da costa do Golfo; o historiador John Reed Swanton acreditava que ele navegou talvez até Apalachee Bay, na costa oeste da Flórida. Embora na cultura popular ele supostamente estivesse procurando pela Fonte da Juventude, não há evidências contemporâneas para apoiar a história, que a maioria dos historiadores modernos considera um mito. 
Ponce de León voltou para a Espanha em 1514 e foi nomeado cavaleiro pelo rei Fernando, que também o restabeleceu como governador de Porto Rico e o autorizou a colonizar a Flórida. Ele voltou ao Caribe em 1515, mas os planos de organizar uma expedição à Flórida foram adiados pela morte do rei Fernando em 1516, após o que Ponce de León viajou novamente para a Espanha para defender suas concessões e títulos. Ele não voltaria a Porto Rico por dois anos.

Em março de 1521, Ponce de León finalmente retornou ao sudoeste da Flórida com a primeira tentativa em larga escala de estabelecer uma colônia espanhola no que hoje é o território continental dos Estados Unidos. No entanto, o povo nativo Calusa resistiu ferozmente à incursão e Ponce de Léon foi gravemente ferido em uma escaramuça. A tentativa de colonização foi abandonada e ele morreu devido aos ferimentos logo após retornar a Cuba no início de julho. Ele foi enterrado em Porto Rico; seu túmulo está localizado dentro da Catedral de San Juan Bautista em San Juan.